# USO (rapper)
 For alternative betydninger, se USO. (Se også artikler, som begynder med USO)
Ausamah Saeed (født 1981 i Aarhus), bedre kendt under kunstnernavnet USO, er en dansk musiker fra Aarhus. Han er kendt for at rappe i dobbelt tempo.
I 1997 kom USO på en fjerdeplads ved DM i rap. Sammen med rapperne L.O.C. og Marc Johnson, dengang N.I.S. (Niggeren i Slæden), var han medlem af gruppen B.A.N.G.E.R.S., der blev dannet i 1998 og udgav EP'en V.I.P.. Han har også været medlem af gruppen F.I.P. (Full Impact Production) sammen med L.O.C. og Suspekt.
USO udgav sit debutalbum Mr. Mista i 2000
USO medvirkede på DJ'en Katos hitsingle "Hey Shorty (Yeah Yeah Pt. II)" (2010) sammen med Marc Johnson. Sangen har solgt platin og vandt "Årets Danske Hit" ved Zulu Awards 2011. Han medvirker på sangen "Momentet" fra L.O.C.s album Libertiner fra 2011, hvilket gjorde at han for andet år i træk vandt "Årets Danske Hit" ved Zulu Awards 2012. Samme år medvirkede han på den amerikanske rapper Tech N9nes album All 6's And 7's, på nummeret "Worldwide Choppers" sammen med bl.a. Busta Rhymes, Yelawolf, Twisted Insane m.fl.

## Biografi
1999 slog USO sit navn fast sammen med L.O.C. og Johnson i trioen B.A.N.G.E.R.S. 
To år senere albumdebuterede USO med Mr. Mista. Albummet blev et overraskende hit uden den store form for promotion. Og med singlen "I Går Var Det En Vild Nat" feat. Burhan G (Ugens Uundgåelige på P3) fik USO sig et radiohit, der skaffede ham en nominering til P3-prisen, som den første rapkunstner nogensinde.
I 2005 vendte USO tilbage med albummet "JegvilgerneDuvilgerneViskalgerne". Første single "Vil Du, Vil Du" (Ugens Uundgåelige på P3) og Crunk tracket "Ikk'å" (Bedste Musikvideo nominering @ Danish Music Awards) ramte den danske befolkning.
Et album, der blev produceret af Rune Rask og Troo.L.S , der mest er kendt som de musikalske bagmænd bag Suspekt og L.O.C. Både Suspekt (nærmere beskrevet rapperen Orgi-E) er også repræsenteret på albummet, hvor de gæsteoptrådte sammen med andre topnavne som Jokeren, Szhirley , Johnson, Niarn og den amerikanske dobbelttempo specialist Tech N9ne.
I 2007 udgiver USO albummet "Hold Nu".
Titelnummeret "Hold Nu" (Ugens Uundgåelige på P3) er for eksempel beretningen om USOs syn på rap miljøet i DK, mens det stigende fremmedhad får en tur i den lyriske mølle på Søs Fenger-hittet "Inderst Inde", som Søs Fenger har genindspillet sammen med USO.
USO skrev i 2010 omkvædet til #1 hittet "Hey Shorty" hvor bl.a. Kato og Johnson også medvirker. Sangen solgte platin og vandt utallige priser bl.a. "Årets Hit" til Zulu Awards 2011
2011 udgav USO singlerne "Skru' Op" og "Dans Som Michael Jackson"
På "Skru' Op" remixet medvirker den kvindelige Miami rapper Trina , som bla har arbejdet med Missy Eliiot og Ludacris på sangen "One Minute Man"
Samme år blev USO kontaktet af den amerikanske rapper Tech N9ne som ville samle et hold af de hurtigste rappere på jorden til at lave en sang. Resultatet af det blev sangen "Worldwide Choppers". På sangen skabte USO dansk rap historie da han er den første og eneste rap artist i DK som har medvirket på en sang med så store internationale navne. På sangen kan man høre Tech N9ne, Yelawolf ( Eminem's nye artist ), Twista , Busta Rhymes mm.På samme album "All 6's and 7's" medvirker artister som Lil Wayne, T-Pain, Snoop Dogg, B.O.B. , Krizz Kaliko, E-40, Kendrick Lamar.
USO skrevet omkvædet til #1 hittet "Momentet" som ligger på L.O.C. albummet "Libertiner". Sangen gjorde at USO kunne gå hjem med prisen "Årets Danske Hit" til Zulu Awards 2012. USO er den første og eneste artist i Danmark som har vundet "Årets Danske Hit" to år i træk. 
Samme år udgav USO sit fjerde album "ELEKTRISK" hvor bl.a. det platin sælgende hit "Klapper Af Den" ligger på. På albummet optræder der bl.a. navne som Shawnna, Ataf, Tue Track, Pede B, L.O.C., Johnson, Marwan og Johnny P som har arbejdet med navne som 2pac og Scarface.
På live fronten har USO været support for navne som: Ice Cube, 50 Cent, Black Eyed Peas, Xzibit, Mary J Blige, Akon, Sean Paul, Amy Winehouse, Fabulous, Bennie Man osv.

### Aliasser
- Den rappende Ronaldinho
- Mr. Mista
- Dansk raps Ronaldinho

## Diskografi

### Studiealbum
- Mr. Mista (Skandaløs/Playground, 2001)
- JegvilgerneDuvilgerneViskalgerne (Virgin, 2005)
- Hold nu (Sonet/Universal, 2007)
- Elektrisk (U&!/Warner, 2012)
- VI Er Så Fine - EP (U&!/Sony, 2015)
- U - EP (2019)
- $ - EP (2020)

### Mixtape
- Vi skal alle gerne ha' mere – Player Mix, Vol. 1 (2005)
- Nyt fra vestfronten (Hosted af U$O, 2007)
- USupermayn Mixtape (2009)
- Got the Anlæg Going Åndssvag (2010)